# Илия Димитриев
Илия Панайотов Димитриев е български офицер (генерал-майор).

## Биография
Илия Димитриев е роден на 19 юли 1855 г. в Шумен. Син на Панайот и Дочина Димитриеви. Брат на Мария, съпруга на д-р Андрей Парушев и Елена Димитриева, съпруга на Петър Енчев. Първоначалното си образование Илия Димитриев получил в Шумен, а в 1873 г. заминал в Цариград, където завършил Роберт колеж. През 1879 г. завършва Софийското военно училище и на 10 май е произведен в чин прапоршчик. На 1 ноември е преименуван в подпоручик. През 1880 г. като подпоручик от Артилерийския полк е изпратен за обучение в Николаевската академия на генералния щаб, която завършва през 1883 г.. След завръщането си в София сключил брак с Пенка Рачева, приятелка на сестра му Елена. Пенка Рачева е била също възпитаничка на Американския девически колеж. Тяхна дъщеря е Василка Димитриева, възпитаничка в Американския девически колеж.

### Сръбско-българска война (1885)
През Сръбско-българска война (1885) е началник-щаб на конния ескадрон, който е в състава на Търново-Сейменския отряд от Източния (Задбалкански) корпус. Служи в 1-ви артилерийски полк. По-късно е началник-щаб на 5-а бригада и на 4-та бригада. Илия Димитриев през 1891 г. е бил първият Военен аташе на Княжество България в Сръбската столица Белград, като на 16 ноември 1891 г. е прикомандирован към Военното министерство да изпълнява длъжността началник на строевото отделение. На 14 февруари 1892 г. докато служи като временно завеждащ учебното бюро е награден с Висшочайша благодарност „за усърдна и примерна служба“.
През 1910 г. е уволнен от служба. Инициатор за създаването на вестник „Военни известия“. На серия от фотографии публикувани на сайта на „Фото архив“ ген. Илия Димитриев присъства, като на някои от фотографиите с молив е отбелязано – ген. Илия Димитриев Швабата. Държавен архив, София, на името на Илия Димитриев е фонд: Ф. 735, 63 док; 1883...1885 г.; 1 инв. оп.; пост. 1950 – 1951; бълг. и рус. ез. Дейността на фондообразователя като военен е представена от група бележки и разписки, съдържащи сведения за участието му в Сръбско-Българската война 1885 г. (движение на войскови части по посока Цариброд-Пирот, изпращане на конни ескадрони по посока Княжевац, Ниш, Лесковац, военни маневри и пр.)
Запазени са няколко ръкописа на Илия Димитриев
- „Общ обзор на театъра на военните действия предполагаем в Североизточната част на Княжеството“
- „Изследване на долината на р. Голяма Камчия“
- „Укрепване на Разградската позиция“
- „Укрепване на Шуменската позиция“
- „Укрепване на Добричката позиция“
- „Изследване на шосетата в театъра на военните действия“
- „Историческая задача по оборонь Балканского хребета“, Ст. Петербург, 1883 г.*

Генерал-майор Илия Димитриев умира на 14 юли 1932 г. в София.

## Военни звания
- Прапоршчик (10 май 1879)
- Подпоручик (1 ноември 1879, преименуван)
- Поручик (30 август 1882)
- Капитан (30 август 1885)
- Майор (17 април 1887)
- Подполковник (2 август 1891)
- Полковник (1901)
- Генерал-майор (15 октомври 1908)

## Награди
- Висшочайша благодарност (14 февруари 1892)